# سليمان مولا
سليمان مولا (مواليد 25 فبراير 1999) هو عداء جزائري متخصص في سباق 800 متر.